# Lazare Laguine
 (février 2025).
Si vous disposez d'ouvrages ou d'articles de référence ou si vous connaissez des sites web de qualité traitant du thème abordé ici, merci de compléter l'article en donnant les références utiles à sa vérifiabilité et en les liant à la section « Notes et références ».
Pour les articles homonymes, voir Ginzburg.
Œuvres principales
Le vieux Khatabytch
Lazare Iosifovich Laguine (en russe : Ла́зарь Ио́сифович Ла́гин) de son vrai nom Ginzburg, né le 4 décembre 1903 à Vitebsk et mort le 16 juin 1979 à Moscou, est un écrivain et poète soviétique.

## Biographie
Lazare Laguine naît à Vitebsk dans une famille juive, le premier des cinq enfants de Joseph Ginzburg, un flotteur.
En 1919, à l'âge de quinze ans, il obtient son diplôme d'études secondaires et, la même année, se porte volontaire pour la guerre civile. 
Membre du PCUS depuis 1920.
En 1922, il commence à publier des poèmes et des articles dans les journaux. Dans le contexte d'antisémitisme en URSS, il prend un nom de plume composé des premières syllabes de son prénom et de son nom. 
En 1924, il rencontre Vladimir Maïakovski à Rostov-sur-le-Don et lui montre ses poèmes. Maïakovski l'encourage à continuer.
En 1925, il est diplômé du département d'économie politique de l'Université russe d'économie Plekhanov. En 1930-1933, il étudie à l'Institut des professeurs rouges. De l'institut, Laguine est rappelé pour travailler au journal Pravda en tant que chef adjoint du département d'économie. Il a également travaillé dans le magazine Krokodil et à partir de 1934, fut rédacteur en chef adjoint.En 1936, il rejoint l'Union des écrivains de l'URSS.
Son œuvre la plus connue Le vieux Khottabytch est publié en 1938 dans la revue Pioneer, puis, publiée dans un livre en 1940. En 1956, l'histoire est portée à l'écran par Guennadi Kazanski, Laguine écrit le scénario du film.
Il est également auteur de plusieurs scénarios de films d'animation réalisés au studio Soiouzmoultfilm à la fin des années 1960.
Décédé le 16 juin 1979, Lazare Laguine est enterré au cimetière de Kountsevo de Moscou.

## Œuvres

### Romans
- Le vieux Khatabytch, 1938 (Старик Хоттабыч)
- Île de déception, 1947 (Остров разочарования)
- Homme bleu, 1967 (Голубой человек)
- Astéroïde tragique, 1972 (Трагический астероид)

### Scénarios
- 1956 : Le vieux Khottabytch (Старик Хоттабыч) de Guennadi Kazanski
- 1966 : Il était une fois Koziavine (ru) (Жил-был Козявин), dessin animé d'Andreï Khrjanovski
- 1966 : Origine de l'espèce (ru) (Происхождение вида), dessin animé d'Iefim Gambourg
- 1967 : Passions d'espionnage (Шпионские страсти), dessin animé d'Iefim Gambourg
- 1970 : Attention! Loups! (ru) (Внимание! Волки!), dessin animé d'Iefim Gambourg